# ジミー・ジョンソン (ドライバー)
ジミー・ケネス・ジョンソン（Jimmie Kenneth Johnson、1975年9月17日 - ）はアメリカ合衆国（カリフォルニア州）出身の元NASCARドライバー。ニックネームはスーパーマン。2021年からはインディカーシリーズに参戦中。

## 経歴
彼のキャリアは5歳時の50ccオートバイレースが初であった。
四輪オフロードレースを経てサーキット競技に転向し、好成績が認められ1998年よりNASCAR・ブッシュシリーズに出走をし始めた。その後、2001年のチームトラブルによりジェフ・ゴードンと親交を深める機会が生まれ、翌年彼等のチーム（ヘンドリック・モータースポーツ）からウィンストンカップ・シリーズ（現・モンスターエナジー・NASCARカップ・シリーズ）にフル参戦デビューを果たす。
フル参戦初年度よりデイトナ500でポールを獲得するなど大きな注目を浴びるが、翌年から実力を誇示しつつも調子に波があることや、短期決戦であるチェイス(プレーオフ制度)等に阻まれ、年間王者を取り逃がすシーズンが続く（2003年はわずか1勝のマット・ケンゼスに屈し、2004年は8勝しながらもカート・ブッシュに8ポイント差で敗れる）。しかし、2006年にチェイスを制して遂に悲願のシリーズチャンピオンを獲得する。「チャンピオン候補」の重圧から解放された2007年は年間10勝の活躍（プレーオフでも4勝）、文句なしの成績で2連覇を達成。そして2008年も年間7勝を獲得し、ケール・ヤーボローが1976年～1978年に達成して以来となる30年ぶり2人目のNASCAR最高峰クラス3連覇を果たした。
そして2009年、チェイス前3勝で3位でチェイスへ突入。チェイス2戦目のドーバーで4勝目を、4戦目フォンタナでの勝利でランキングトップへと浮上。そのまま5戦目シャーロットも連勝、7戦目タラデガではライバルが最後のビッグワンに巻き込まれ低迷する中を運良く回避し、差を詰められるはずのランキングを逆に引き離す結果に。8戦目テキサスでは序盤のハードクラッシュに巻き込まれ38位に終わり、一気に詰められるものの9戦目フェニックスで勝利し一気に有利な展開へ。最終戦ホームステッドでは納得の5位。シリーズチャンピオンだけでなく、最多勝、賞金王のトリプルクラウン獲得のおまけ付きで、前人未踏のシーズン4連覇を達成した。
2010年は最後の最後までもつれる大接戦となったが、最終戦のホームステッドで2位に入り、年間8勝でポイントリーダーであったデニー・ハムリンを逆転して5連覇を達成。ジョンソンは年間6勝と最多勝こそハムリンに譲ったものの、TOP5が17回・TOP10も23回と抜群の安定感が決め手となった。
2013年は開幕戦デイトナ500での勝利を含めレギュラーシーズン4勝。チェイスで1勝の計5勝で迎えた第34戦テキサスで勝利し、マット・ケンゼスを追い抜いてランキング首位となる。続く第35戦ではケヴィン・ハーヴィックに敗れ3位、最終戦ホームステッド＝マイアミでは9位フィニッシュであったが、チャンピオンを争っていたケンゼスは勝利をチームメイトのハムリンに阻まれたため、ジョンソンが19ポイント差で6回目のチャンピオンを獲得した。
2016年は第2戦アトランタを制し、早々にチェイス進出を決める。第5戦フォンタナを制した後しばらく勝利からは遠ざかるものの、チェイスに入ってから第30戦シャーロット、第33戦マーティンズビルを制し、チャンピオンシップ4に勝ち残る。最終戦ホームステッド＝マイアミを制し、リチャード・ペティ、デイル・アーンハートと並ぶシリーズ7回目のチャンピオンを獲得した。
2018年3月14日、プライマリースポンサーとしてサポートしていたロウズが、2018年限りでスポンサーから撤退するとアナウンスされた。カップ戦初参戦の2001年から続いていたパートナーシップは18年で終了することとなった。
2020年でNASCARを引退することになったが、2021年からは幼少期から憧れていたインディーカーシリーズに参戦することになった。長いレース経験で、オープンホイールのレースに参加するのはこれが初めてであった。スポンサーが集まり、チップ・ガナッシ・レーシングから参戦することになったが、同年は「オープンホイールのオーバルコースは危険」と主張する妻の言に従い、ストリートコースと通常サーキットのみの参戦であった。一年をその状態で参戦することで、近年にスクリーンなどを取り入れて安全策を向上させたインディカーを自ら体感で安全を確認した上で、さらにシーズンオフにはオーバルでのテスト走行や新人研修にも参加した。これら何重もの安全策を家族に理解して貰うことで、2022年からはオーバルを含めたシーズン全戦の参加が（家族から）認められた。
オフロードからインディカーへ、という経歴は、（ジミーの場合は途中に「NASCAR伝説のチャンプ」という経歴が挟まるが）彼の憧れのリック・メアーズと同じであり、ジミーもそれを意識している。
ドライバー活動の一方、2022年にはNASCARのレガシー・モーター・クラブチームの株式を購入し、同チームの共同オーナーに就任。2025年1月には株を買い増してチーム株式の過半数を所有し、チームの筆頭オーナーとなっている。

## 戦績

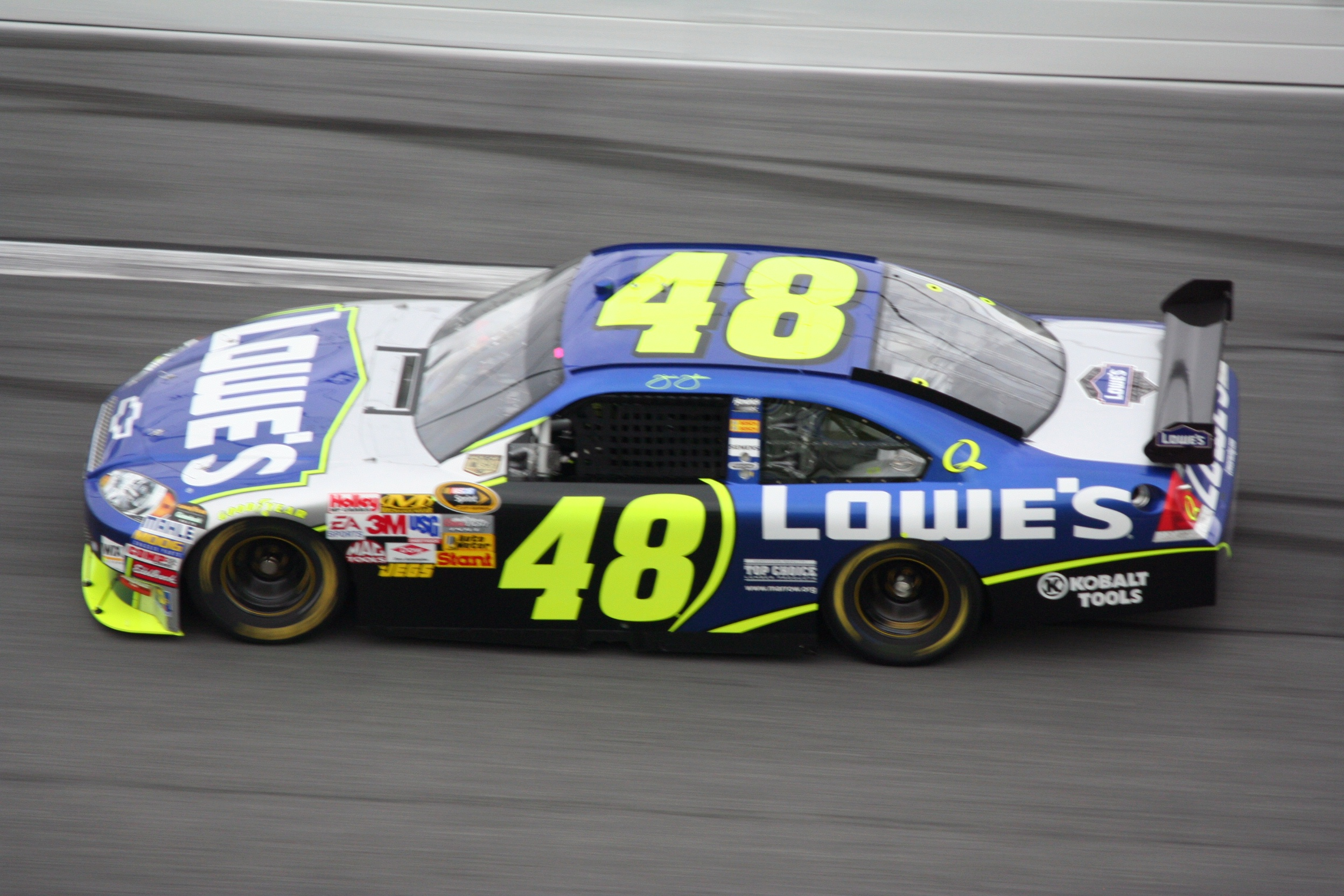
デイトナでのジミー・ジョンソン（2008年）

### NASCAR

#### モンスターエナジー・NASCARカップ・シリーズ
| 年             | チーム                         | No.            | 車両           | 出場 | 勝利 | T5  | T10 | PP | Led/Laps       | 順位 | 出典   |
| -------------- | ------------------------------ | -------------- | -------------- | ---- | ---- | --- | --- | -- | -------------- | ---- | ------ |
| 2001           | ヘンドリック・モータースポーツ | 48             | シボレー       | 3    | 0    | 0   | 0   | 0  | 0 / 781        | 52位 | [ 30 ] |
| 2002           | ヘンドリック・モータースポーツ | 48             | シボレー       | 36   | 3    | 6   | 21  | 4  | 838 / 10521    | 5位  | [ 31 ] |
| 2003           | ヘンドリック・モータースポーツ | 48             | シボレー       | 36   | 3    | 14  | 20  | 2  | 644 / 10492    | 2位  | [ 32 ] |
| 2004           | ヘンドリック・モータースポーツ | 48             | シボレー       | 36   | 8    | 20  | 23  | 1  | 1312 / 10054   | 2位  | [ 33 ] |
| 2005           | ヘンドリック・モータースポーツ | 48             | シボレー       | 36   | 4    | 13  | 22  | 1  | 547 / 10126    | 5位  | [ 34 ] |
| 2006           | ヘンドリック・モータースポーツ | 48             | シボレー       | 36   | 5    | 13  | 24  | 1  | 854 / 10577    | 1位  | [ 35 ] |
| 2007           | ヘンドリック・モータースポーツ | 48             | シボレー       | 36   | 10   | 20  | 24  | 4  | 1290 / 10318   | 1位  | [ 36 ] |
| 2008           | ヘンドリック・モータースポーツ | 48             | シボレー       | 36   | 7    | 15  | 22  | 6  | 1959 / 10643   | 1位  | [ 37 ] |
| 2009           | ヘンドリック・モータースポーツ | 48             | シボレー       | 36   | 7    | 16  | 24  | 4  | 2238 / 10298   | 1位  | [ 38 ] |
| 2010           | ヘンドリック・モータースポーツ | 48             | シボレー       | 36   | 6    | 17  | 23  | 2  | 1315 / 10418   | 1位  | [ 39 ] |
| 2011           | ヘンドリック・モータースポーツ | 48             | シボレー       | 36   | 2    | 14  | 21  | 0  | 1115 / 10560   | 6位  | [ 40 ] |
| 2012           | ヘンドリック・モータースポーツ | 48             | シボレー       | 36   | 5    | 18  | 24  | 4  | 1744 / 9924    | 3位  | [ 41 ] |
| 2013           | ヘンドリック・モータースポーツ | 48             | シボレー       | 36   | 6    | 16  | 24  | 3  | 1985 / 10306   | 1位  | [ 42 ] |
| 2014           | ヘンドリック・モータースポーツ | 48             | シボレー       | 36   | 4    | 11  | 20  | 1  | 1310 / 9893    | 11位 | [ 43 ] |
| 2015           | ヘンドリック・モータースポーツ | 48             | シボレー       | 36   | 5    | 14  | 22  | 1  | 558 / 10207    | 10位 | [ 44 ] |
| 2016           | ヘンドリック・モータースポーツ | 48             | シボレー       | 36   | 5    | 11  | 16  | 1  | 737 / 10231    | 1位  | [ 45 ] |
| 2017           | ヘンドリック・モータースポーツ | 48             | シボレー       | 36   | 3    | 4   | 11  | 0  | 217 / 9955     | 10位 | [ 46 ] |
| 通算（17年間） | 通算（17年間）                 | 通算（17年間） | 通算（17年間） | 579  | 83   | 222 | 341 | 35 | 18663 / 165304 |      |        |

### FIA 世界耐久選手権
| 年     | チーム                         | 使用車両            | クラス    | 1   | 2   | 3   | 4      | 5   | 6   | 7   | 順位 | ポイント |
| ------ | ------------------------------ | ------------------- | --------- | --- | --- | --- | ------ | --- | --- | --- | ---- | -------- |
| 2023年 | ヘンドリック・モータースポーツ | シボレー・カマロZL1 | Garage 56 | SEB | POR | SPA | LMS 39 | MNZ | FUJ | BHR | NC   | 0        |

## その他
- 尊敬するレーシングドライバーにリック・メアーズを挙げている。
- チャンピオンを獲得した2006年のシーズンオフにゴルフカートの“上”から落ちて手首を骨折している。